# Istituto nazionale di statistica della Cina

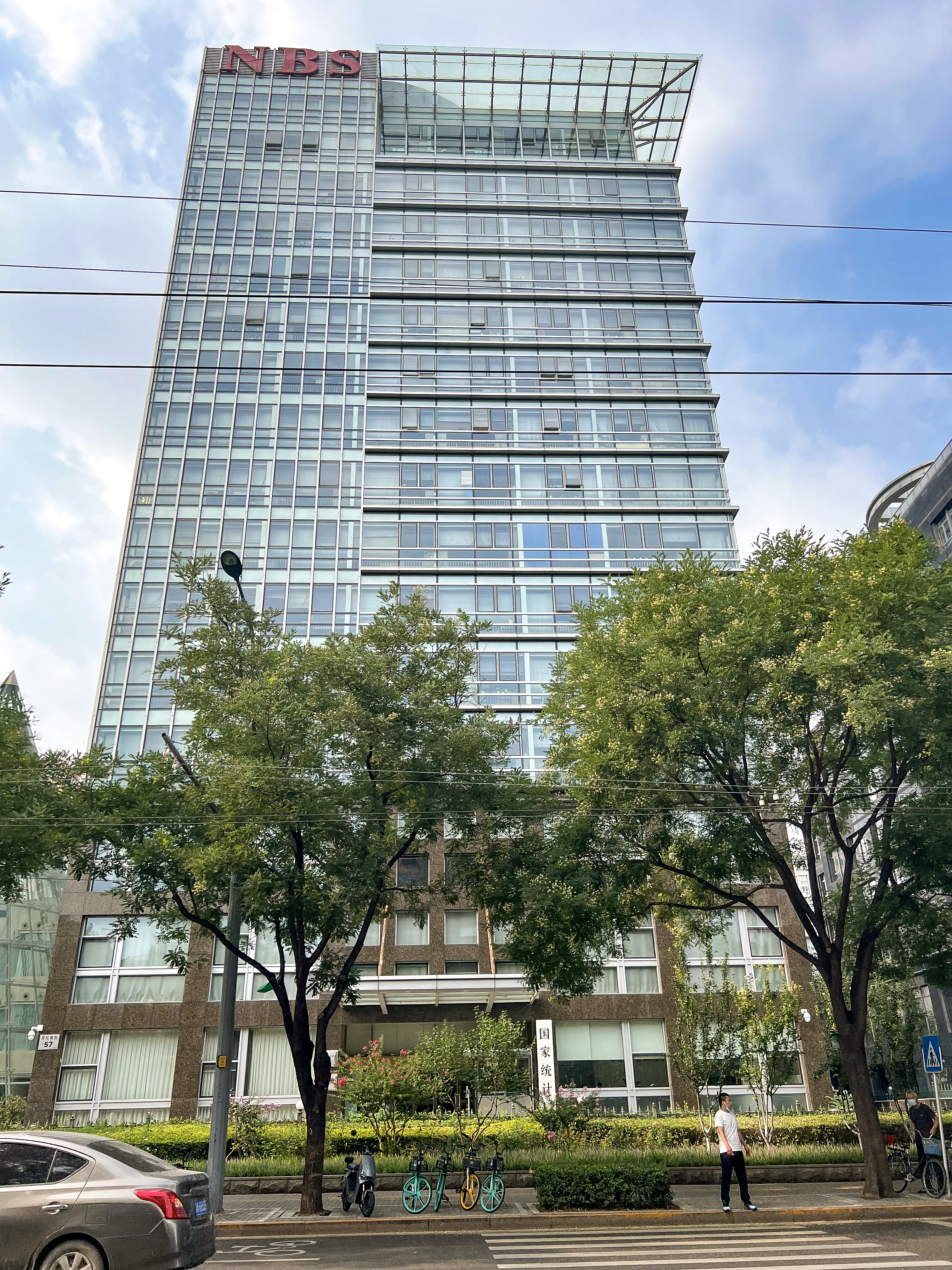

L'Istituto nazionale di statistica della Cina (abbr. NBS; cinese: 中華人民共和國國家統計局T, 中华人民共和国国家统计局S, Zhōnghuá rénmín gònghéguó guójiā tǒngjìjúP) è l'agenzia ufficiale di statistica della Cina.
L'istituto è alle dirette dipendenze dello Consiglio di Stato, mentre il Governo ha il compito di trasferire i fondi statali, facendosi promotore della sua autonomia e indipendenza. 

L'istituto è suddiviso in 12 dipartimenti funzionali e coordina il lavoro di funzioni di elaborazione statistica create all'interno di imprese private ed organizzazioni pubbliche, da esso non afferenti gerarchicamente. Alcuni dei suoi compiti istitutivi, sono: definire standard statistici in modo centralizzato, uniformare le metodologie di rilevazione e trattamento dei dati, organizzare e gestire gli esami di qualificazione e la valutazione dei titoli professionali per gli statistici in tutto il territorio cinese.

## Direttori del NBS
- Xue Muqiao (agosto 1952 – novembre 1958)
- Jia Qiyun (novembre 1958 – giugno 1961)
- Wang Sihua (giugno 1961 – dicembre 1969)
- Chen Xian (settembre 1974 – ottobre 1981)
- Li Chengrui (ottobre 1981 – maggio 1984)
- Zhang Sai (maggio 1984 – febbraio 1997)
- Liu Hong (febbraio 1997 – giugno 2000)
- Zhu Zhixin (giugno 2000 – marzo 2003)
- Li Deshui (marzo 2003 – marzo 2006)
- Qiu Xiaohua (marzo 2006 – ottobre 2006)
- Xie Fuzhan (ottobre 2006 – settembre 2008)
- Ma Jiantang (settembre 2008 – aprile 2015)
- Wang Bao'an (aprile 2015 – gennaio 2016)
- Ning Jizhe (febbraio 2016 – oggi)